# NGC 1003

NGC 1003

NGC 1003 هي مجرة، تتبع كوكبة حامل رأس الغول. اكتشفها ويليام هيرشل في 6 أكتوبر 1784.

## روابط خارجية
- NGC 1003 على موقع ويكي سكاي: DSS2, SDSS, GALEX, IRAS, Hydrogen α, X-Ray, Astrophoto, Sky Map, Articles and images